# Love Sen-C Music
Love Sen-C Music (LSM) – lubelski sound system grający muzykę reggae i dancehall i drum'n'bass. Jego początki sięgają końca lat osiemdziesiątych.

## Biografia
Jedni z pionierów sound systemów w Polsce. Skład ten powstał w 1989 roku, na początku romansowali z klasycznym hip-hopem, zagrali jednak na Marleykach '91. Później swe muzyczne poszukiwania skierowali w stronę jungle, a w roku 1995 założyli najbardziej zasłużoną i największą grupę dystrybuującą reggae – Tam Tam Records. Byli jednymi z pierwszych organizatorów koncertów, którzy ściągnęli do Polski największe gwiazdy sceny. Na ich zaproszenie w Polsce zagrali: Michael Rose, Luciano, UK Apachi i Fun Da Mental, Qualitex Studio Sound System z Jamajki, Sir David Rodigan i wielu innych. Na długo zanim soundsystemy opanowały masową wyobraźnię stoczyli pięć „pojedynków Interbass” z Joint Venture Sound System.

## Członkowie
- King Stress – selektor
- Junior Stress – DJ, nawijacz
- Natty B – singjay
- DJ OK - selektor, ojciec założyciel
- Silver Dread - selektor, ojciec założyciel
- Rasta Sepomatik - selektah
- Jahdeck[1] - beatbox

## Nazwa
Nazwa nawiązuje zarówno do dzielnicy mieszkaniowej: Lubelska Spółdzielnia Mieszkaniowa, czyli miejsca zamieszkania członków sound systemu jak i do ideologii ruchu rastafari: Miłość, Sensimila, Muzyka czyli Love Sensi Music.

## Nagrody i wyróżnienia
| Nagroda                                   | Rok  |
| ----------------------------------------- | ---- |
| Puchar Championa Anti Babylon Sound Clash | 2002 |
| Puchar Championa Poznań Sound Clash       | 2005 |
| Puchar Championa Poznań Sound Clash       | 2006 |